# Himacerus mirmicoides
Himacerus mirmicoides (O. G. Costa, 1834) è un insetto eterottero della famiglia Nabidae.

## Descrizione
È un piccolo eterottero lungo 7–8 mm, che presenta una cuticola nera con piccole macchie arancioni e corte ali rossastre.
Le neanidi hanno i margini del 2° e del 3° tergite addominale più chiari del resto dell'addome, dando l'illusione di una struttura simile al peziolo delle formiche (mirmecomorfismo).

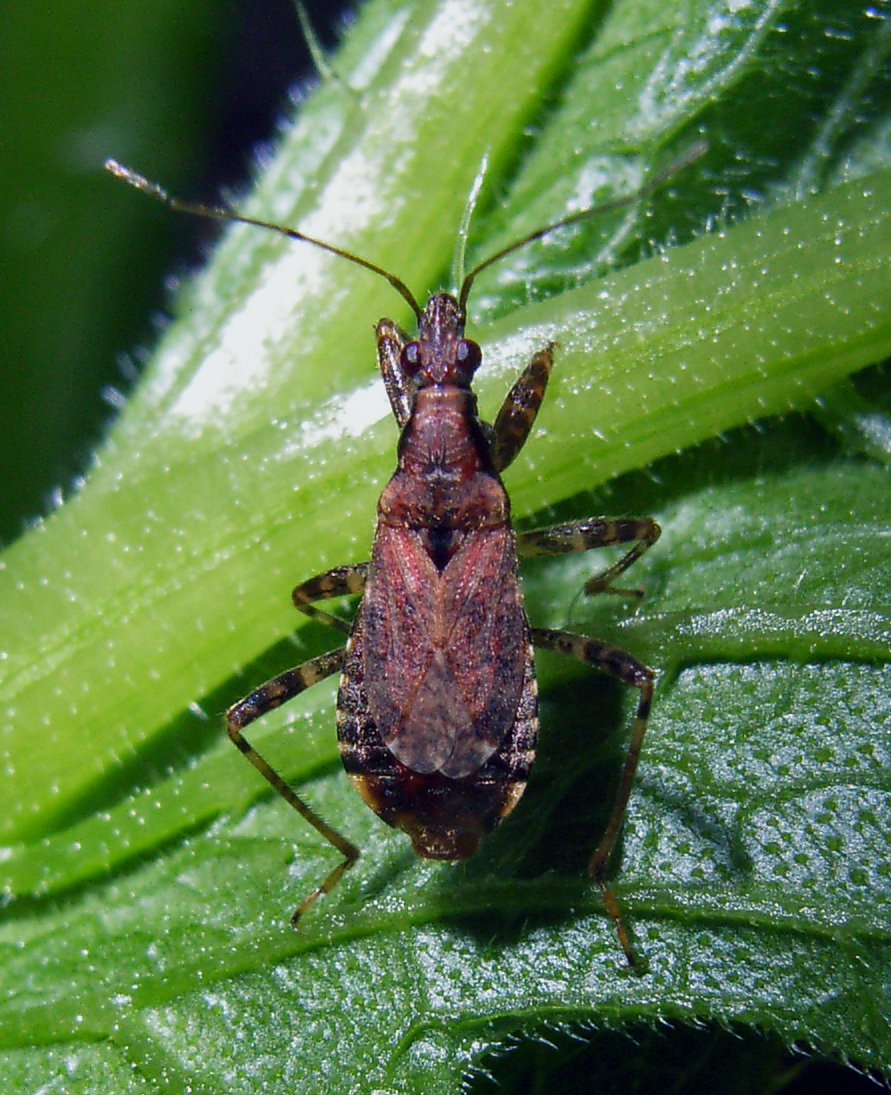
Adulto
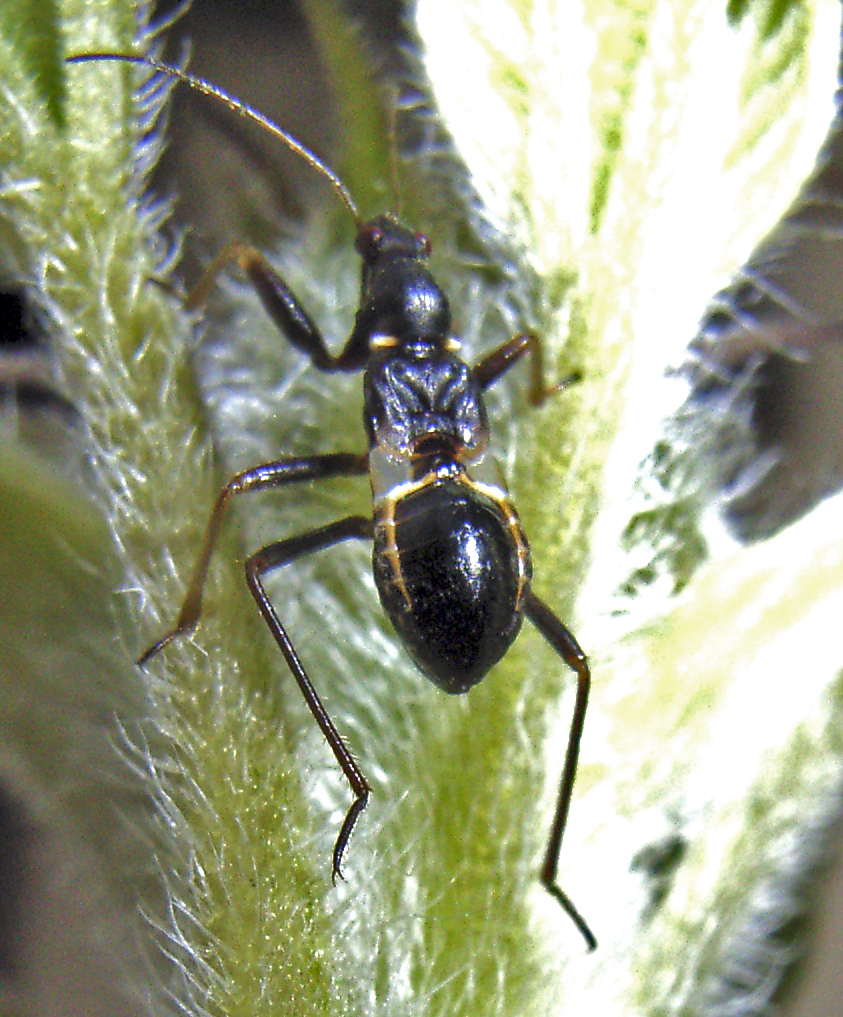
Neanide

## Distribuzione e habitat
La specie è comune in quasi tutta l'Europa.